# Józef Babiak
Józef Babiak (ur. 17 marca 1897 w Kępnie, zm. 24 listopada 1919) – żołnierz Armii Cesarstwa Niemieckiego, podchorąży Wojska Polskiego w II Rzeczypospolitej, powstaniec śląski, kawaler Orderu Virtuti Militari.

## Życiorys
Urodził się w Kępnie w rodzinie Józefa i Juliany z  Prochnickich. W latach 1914–1918 służył w armii niemieckiej. W czasie walk na frontach I wojny światowej został ciężko ranny. W okresie rozkładu armii niemieckiej przedostał się  do Wielkopolski, a potem na Śląsk i tam został dowódcą oddziału wywiadowczego w 1 pułku Strzelców Bytomskich. W czasie I powstania śląskiego wysadził kilka mostów w powiecie Olesno i Kluczbork i prochownię filii zakładów Kruppa. Organizował też przerzut broni i amunicji dla walczących powstańców. Poległ w czasie jednej ze zorganizowanej przez siebie akcji dywersyjnej. Za czyny bojowe pośmiertnie odznaczony został Krzyżem Srebrnym Orderu Virtuti Militari.

## Ordery i odznaczenia
- Krzyż Srebrny Orderu Wojskowego Virtuti Militari nr 5888 – pośmiertnie, 24 listopada 1922[1][3]